# Cnaphalocrocis patnalis
Cnaphalocrocis patnalis is een vlinder uit de familie van de grasmotten (Crambidae), uit de onderfamilie van de Spilomelinae. De wetenschappelijke naam van deze soort is voor het eerst voorgesteld als Marasmia patnalis door John David Bradley in een publicatie uit 1981.
De soort komt voor in India, Sri Lanka, de Filipijnen, Thailand, Maleisië en Indonesië.

## Waardplanten
De rups leeft op diverse soorten van de grassenfamilie (Poaceae) en de Cypergrassenfamilie (Cyperaceae) waaronder:
- Poaceae
  - Cynodon dactylon
  - Dactyloctenium aegyptium
  - Echinochloa colona
  - Echinochloa crus–galli
  - Imperata cylindrica
  - Leersia hexandra
  - Leptochloa chinensis
  - Oryza sativa
  - Panicum repens
  - Paspalum conjugatum
  - Paspalum distichum
  - Paspalum scrobiculatum
  - Saccharum officinarum
  - Sorghum bicolor
  - Urochloa mutica
  - Zea mays
- Cyperaceae
  - Cyperus difformis
  - Cyperus iria
  - Cyperus rotundus